# Кайтак
Аэропорт Кайтак (иер. 啟德機場, кант.-рус. Кхайтак кэйчхён; англ. Kai Tak Airport; официальное название — Международный аэропорт Гонконга) (ИАТА: HKG, ИКАО: VHHH) — бывший аэропорт в Гонконге. Являлся главными воздушными воротами территории с 1925 по 1998 годы. С 6 июля 1998 года все рейсы были переведены в новый аэропорт Чхеклапкок.
Взлетно-посадочная полоса была окружена водой с трёх сторон, а на северо-западе располагались жилые здания района Коулун-Сити, и горы высотой более 610 метров на северо-востоке. Из-за такого географического расположения самолётам было невозможно пролететь над горами и быстро снизиться для посадки. Вместо этого они были вынуждены лететь над бухтой Виктория и Коулун-сити, проходя севернее холма Бишоп. Затем пилоты искали холм Чекерборд с ярко выраженным узором в виде шахматной доски. После визуальной идентификации узора самолёты выполняли правый поворот на 47 градусов на низкой высоте (менее 180 метров), завершая маневр коротким финальным заходом на посадку. Этот аэропорт считался технически сложным для пилотов из-за необходимости визуального выполнения маневра. По версии программы History Channel «Most Extreme Airports», аэропорт Кайтак был шестым по опасности в мире.
Аэропорт служил базой для международного перевозчика Cathay Pacific, регионального Dragonair, грузовых авиалиний Air Hong Kong и Hong Kong Airways.

## История
Кайтак был основан в 1922 году, когда два бизнесмена Ho Kai и Au Tak основали Kai Tak Investment Company для восстановления земли в Коулуне для развития. Земля была предоставлена правительством для использования в качестве аэродрома после того, как их бизнес-план провалился.
В 1924 году Гарри Аббот основал лётную школу на небольшом участке земли. Вскоре там появился небольшой травяной аэродром RAF и несколько лётных клубов, которые постепенно переросли в The Hong Kong Flying Club, The Far East Flying Training School и The Aero Club of Hong Kong, и после объединения существуют сегодня как Hong Kong Aviation Club. В 1928 году был построен бетонный стапель для гидросамолётов. Первая диспетчерская вышка и ангар в Кай Таке были построены в 1935 году. В 1936 году была основана первая авиакомпания в Гонконге, летающая на местных авиалиниях.

## Заход на посадку

Схема аэропорта Кайтак

Заход на посадку на ВПП 13 в аэропорту Кайтак благодаря своей сложности и зрелищности получил всемирную известность. Снижение производилось на точку за пределами аэропорта в северо-восточном направлении над загруженным портом и густонаселёнными районами. На этом этапе инструментальный заход на посадку осуществлялся с помощью модифицированной курсо-глиссадной системы (с 1974 года).
Доворот на посадочный курс осуществлялся по наземному ориентиру, совмещённому со средним маркерным радиомаяком. В этот момент на расстоянии всего 3,7 километра от точки приземления экипаж должен был выполнить разворот на 47°. Как правило вход в правый разворот осуществлялся на высоте около 200 метров, а выход на предпосадочную прямую — на 40 метрах.
И так непростой заход на посадку осложнялся частым сильным и переменчивым по направлению ветром. Кроме того, доворот на посадочный курс выполнялся исключительно визуально, что делало невозможным посадку в плохих метеоусловиях.
Заход на посадку на полосу 31 и взлёт с полосы 13 не имел значимых отличий от стандартных условий. Выход после взлёта с полосы 31 предусматривал резкий разворот на 65° вскоре после взлёта.

## Кайтак в интернет-культуре

Экстремальная посадка в аэропорту Кайтак. Самолёт направлен под большим углом к взлётно-посадочной полосе для компенсации бокового ветра.

Благодаря расположению аэропорта в окружении высоких холмов и близко к воде, а также наличию жилых построек в непосредственной от него близости аэропорт Кайтак считался одним из самых опасных аэропортов в мире, а посадка авиалайнеров в этом аэропорту выглядела очень зрелищно ввиду своей экстремальности.
На сайте YouTube имеется множество роликов с видеосъёмками посадок самолётов в Кайтаке.